# Милко и Морко
Милко и Морко е детски анимационен телевизионен сериал (на чешки: Pohádky z mechu a kapradí ) на чехословашката телевизия. Главни герои в него са Милко и Морко (на чешки: Křemílek a Vochomůrka). Премиерата му е през 1968 година. Състои се от общо 39 епизода, като последният се излъчва през 1972 година. Всеки епизод е с продължителност 10 минути. Излъчвани са в детската програма Večerníček, която е аналог на българската вечерна телевизионна програма "Лека нощ, деца") . Режисьор на филма е Зденек Сметана. Сериалът е по идея на чешкия писател на детски приказки и белетрист Вацлав Чтвъртек (на чешки: Václav Čtvrtek), който е и автор на едноименна книга. Автор на илюстрациите в книгата е Зденек Сметана.